# Municipio de Breton
El municipio de Breton (en inglés: Breton Township) es un municipio ubicado en el condado de Washington en el estado estadounidense de Misuri. En el año 2010 tenía una población de 10326 habitantes y una densidad poblacional de 50,25 personas por km².

## Geografía
El municipio de Breton se encuentra ubicado en las coordenadas 37°55′12″N 90°45′24″O / 37.92000, -90.75667. Según la Oficina del Censo de los Estados Unidos, el municipio tiene una superficie total de 205.5 km², de la cual 204.05 km² corresponden a tierra firme y (0.7%) 1.45 km² es agua.

## Demografía
Según el censo de 2010, había 10326 personas residiendo en el municipio de Breton. La densidad de población era de 50,25 hab./km². De los 10326 habitantes, el municipio de Breton estaba compuesto por el 92.82% blancos, el 5.12% eran afroamericanos, el 0.26% eran amerindios, el 0.24% eran asiáticos, el 0.04% eran isleños del Pacífico, el 0.17% eran de otras razas y el 1.34% pertenecían a dos o más razas. Del total de la población el 1.19% eran hispanos o latinos de cualquier raza.